# Žumberk
Žumberk är en köping i Tjeckien.   Den ligger i regionen Pardubice, i den centrala delen av landet, 110 km öster om huvudstaden Prag. Žumberk ligger 357 meter över havet och antalet invånare är 210.
Terrängen runt Žumberk är platt åt nordost, men åt sydväst är den kuperad. Runt Žumberk är det ganska tätbefolkat, med 80 invånare per kvadratkilometer. Närmaste större samhälle är Pardubice, 19,5 km norr om Žumberk. I omgivningarna runt Žumberk växer i huvudsak blandskog.